# Thomaz Ruan
Thomaz Ruan de Moraes (Jundiaí, 7 de agosto de 2001) é um atleta paralímpico brasileiro da classe T47, para atletas com amputação nos braços. Representou o Brasil no Campeonato Mundial de Atletismo Paralímpico de 2019, em Dubai, conquistando a medalha de prata. Representou o Brasil nos Jogos Parapan-Americanos de 2019 em Lima, mas não conquistou medalhas. Conquistou três medalhas de Ouro nos Jogos Parapan-Americanos de Jovens de 2017, em São Paulo;  e duas medalhas de prata no Mundial de Jovens de 2017 em Nottwil, Suíça.